# Мужская сборная Китая по баскетболу 3×3
Мужская сборная Китая по баскетболу 3×3 представляет Китай на международных соревнованиях по баскетболу 3×3. Управляющим органом является Китайская баскетбольная ассоциация.
По состоянию на 16 августа 2024, мужская сборная Китая по баскетболу 3×3 занимает 6-е место в мировом рейтинге ФИБА мужских сборных по баскетболу 3×3.

## Результаты выступлений
| Турнир                           | Золото | Серебро | Бронза | Всего |
| -------------------------------- | ------ | ------- | ------ | ----- |
| Олимпийские игры                 | —      | —       | —      | —     |
| Чемпионат мира по баскетболу 3×3 | —      | —       | —      | —     |
| Чемпионат Азии                   | 0      | 0       | 2      | 2     |
| Азиатские игры                   | 1      | 0       | 0      | 1     |
| Итого                            | 1      | 0       | 2      | 3     |

### Летние Олимпийские игры
| Год        | Место | Игры | Победы | Поражения | Состав команды                                |
| ---------- | ----- | ---- | ------ | --------- | --------------------------------------------- |
| Токио 2020 | 8     | 7    | 2      | 5         | Hu Jinqiu, Gao Shiyan, Li Haonan, Yan Peng    |
| Париж 2024 | 8     | 7    | 1      | 6         | Лу Вэньбо, Чжан Нин, Чжао Цзяжэнь, Чжу Юаньбо |

### Чемпионат мира по баскетболу 3x3
| Год            | Место          | Игры           | Победы         | Поражения      | Состав команды                                   |
| -------------- | -------------- | -------------- | -------------- | -------------- | ------------------------------------------------ |
| 2012           | не участвовали | не участвовали | не участвовали | не участвовали | не участвовали                                   |
| Москва 2014    | 15             | 6              | 2              | 4              | Yang Li, Yan Pengfei, YingLun Shao, Zhennian Zuo |
| Гуанчжоу 2016  | 18             | 5              | 0              | 5              | Shao Hua Guo, Wang Jiayi, Chen Liu, Wu Wen       |
| 2017—2018      | не участвовали | не участвовали | не участвовали | не участвовали | не участвовали                                   |
| Амстердам 2019 | 19             | 4              | 0              | 4              | Wenwei Huang, Haonan Li, Hengyi Liu, Yi Zheng    |
| Антверпен 2022 | 17             | 4              | 1              | 3              | Hanyu Guo, Haonan Li, Peng Yan, Yuanbo Zhu       |
| 2023           | не участвовали | не участвовали | не участвовали | не участвовали | не участвовали                                   |

### Чемпионат Азии по баскетболу 3x3
| Год             | Место          | Игры           | Победы         | Поражения      | Состав команды                                                 |
| --------------- | -------------- | -------------- | -------------- | -------------- | -------------------------------------------------------------- |
| 2013            | не участвовали | не участвовали | не участвовали | не участвовали | не участвовали                                                 |
| Улан-Батор 2017 | 5              | 3              | 2              | 1              | Qingbin Huang, Honglin Zhang, Delin Wu, Jiabin Zhang (佳滨 张) |
| Шэньчжэнь 2018  | 5              | 3              | 2              | 1              | Wenwei Huang, Yanpei Lyu, Hailiang Xiao, Bingqiang Zeng        |
| Чанша 2019      | 3              | 5              | 4              | 1              | Chen Peidong, Li Haonan, Liu Hengyi, Zheng Yi                  |
| Сингапур 2022   | 3              | 5              | 4              | 1              | Liu Zeyi, Lyu Junhu, Zhao Jiaren, Zhao Jiayi                   |
| Сингапур 2023   | 4              | 5              | 3              | 2              | Hanyu Guo, Peng Yan, Yanxu Zhou, Yuanbo Zhu                    |
| Сингапур 2024   | 6              | 3              | 1              | 2              | Pengcheng Lu, Xingrui Wu, Peng Yan, Yuanbo Zhu                 |

### Азиатские игры
| Год           | Место | Игры | Победы | Поражения | Состав команды                                         |
| ------------- | ----- | ---- | ------ | --------- | ------------------------------------------------------ |
| Джакарта 2018 | 1     | 7    | 7      | 0         | Chen Gong, Xiao Hailiang, Huang Wenwei, Zeng Bingqiang |
| Ханчжоу 2022  | 5     | 4    | 3      | 1         | Lu Pengcheng, Liu Yuxuan, Zhao Jiaren, Zhou Yanxu      |